# Isabelle Allen
Isabelle Lucy Allen (* 16. března 2002, Salisbury, Wiltshire, Anglie) je britská dětská filmová herečka známá pro svou roli malé Cosetty ve filmu Bídníci z roku 2012.

## Kariéra
Objevil ji Jeremy James Taylor, vedoucí British National Youth Music Theatre, poté, co ji viděl ve hře The Pied Piper. Její první profesionální debut přišel v roce 2012 ve filmu Bídníci, kde ztvárnila roli malé Cosetty (starší Cosettu hrála Amanda Seyfriedová) a získala za to cenu Young Artist Award pro nejlepší mladou herečku ve vedlejší roli ve věku 10 let a mladší. Později byla obsazena do stejné role do westendského divadelního uvedení muzikálu až do května 2013 a v roli se alternovala s Lois Ellington, Ashley Goldberg a Sarah Huttlestone. Od července do září 2013 hrála roli Brigitty Von Trapp v muzikálu Za zvuků hudby a roli sdílela s Imogen Gurney a Avou Merson O'Brien.

## Osobní život
Její rodiče jsou Elaine a Nigel Allenovi.

## Filmografie
| Rok  | Název   | Role          | Poznámky |
| ---- | ------- | ------------- | --- |
| 2012 | Bídníci | mladá Cosette | National Board of Review Award pro nejlepší obsazení Satellite Award pro nejlepší obsazení v celovečerním filmu Washington D.C. Area Film Critics Association Award pro nejlepší obsazení Young Artist Award pro nejlepší herečku ve vedlejší roli v celovečerním filmu pod 10 let Nominována—Broadcast Film Critics Association Award pro nejlépe hrající obsazení Nominována—Phoenix Film Critics Society Award pro nejlepší obsazení Nominována—Phoenix Film Critics Society Award pro nejlepší výkon mladé herečky v hlavní nebo vedlejší roli Nominována—San Diego Film Critics Society Award pro nejlepší výkon obsazení filmu Nominována—Screen Actors Guild Award pro nejlepší výkon obsazení celovečerního filmu |